# Trichodesma trichodesmoides
Trichodesma trichodesmoides är en strävbladig växtart som först beskrevs av Bge., och fick sitt nu gällande namn av Gürke. Trichodesma trichodesmoides ingår i släktet Trichodesma och familjen strävbladiga växter. Inga underarter finns listade i Catalogue of Life.